# Perizia
La perizia (dal latino perìtia, derivato a sua volta da perìtus, 'esperto') è l'analisi tecnica di una particolare situazione redatta da un esperto in una determinata disciplina (perìto).

## Attività
L'esperto di cui ci si può avvalere potrebbe essere un commercialista, un ingegnere, un architetto, un agronomo, un agrotecnico, un perito industriale, un perito agrario, un geometra, un medico, uno storico dell'arte, un perito assicurativo, ecc.), richiesto fuori dal processo per dirimere una questione tecnico-economica (come la stima di un bene o di un danno - ossia l'attribuzione agli stessi di un valore economico - oppure la definizione dei confini tra due terreni) o per attestare la verità riguardo a una questione tecnica (come la conformità di un bene a specifiche norme o l'autenticità di un'opera d'arte).

## Perizia semplice, asseverata e giurata
Si ha una perizia asseverata se il perito ne conferma la certezza dei contenuti "sotto la propria personale responsabilità", attestandone, con un'ulteriore dichiarazione apposta nella perizia stessa, la veridicità e rispondendo così penalmente per eventuali falsi ideologici e materiali in essa contenuti.
Si ha, invece, una perizia giurata (o asseverata e giurata) quando la stessa, oltre alla dichiarazione che assevera la veridicità del contenuto, riporta in calce il verbale del giuramento di "aver bene e fedelmente adempiuto alle funzioni affidategli al solo scopo di far conoscere la verità", reso dal perito dinanzi al cancelliere di un qualsiasi ufficio giudiziario, compreso quello del giudice di pace, ai sensi dell'art. 5 del r.d. 9 ottobre 1922, n. 1366, o dinnanzi a un notaio, ai sensi dell'art. 1, n. 4, del r.d.l. 14 luglio 1937, n. 1666.
Perizia semplice è quella che non è né asseverata né giurata.

## Diritto processuale
La perizia costituisce, nel processo civile, un'allegazione difensiva a contenuto tecnico, mentre, nel processo penale, è un mezzo di prova disposto dal giudice, d'ufficio o su istanza di parte. La perizia deve essere distinta dalla consulenza tecnica, prevista sia nel processo civile sia nel processo penale, nonché dall'accertamento tecnico, previsto nel processo civile.

### Processo civile
Secondo la Suprema Corte di Cassazione, la perizia, ancorché asseverata e giurata, costituisce pur sempre una mera allegazione difensiva, onde il giudice del merito non è tenuto a motivare il proprio dissenso in ordine alle osservazioni in essa contenute quando ponga a base del proprio convincimento considerazioni incompatibili con le stesse. Ciò non impedisce al giudice di fondare la sua decisione su una perizia ma, in questo caso, deve riportare motivare nel provvedimento conclusivo le ragioni per le quali l'ha ritenuta attendibile e convincente.

### Processo penale
Nel processo penale la perizia è ammessa quando occorre svolgere indagini o acquisire dati o valutazioni che richiedono specifiche competenze tecniche, scientifiche o artistiche (art. 220, comma 1, c.p.p.). Disposta la perizia, il pubblico ministero e le parti private hanno facoltà di nominare propri consulenti tecnici in numero non superiore, per ciascuna parte, a quello dei periti (art. 225, comma 1, c.p.p.). Quando non è stata disposta perizia, ciascuna parte può nominare, in numero non superiore a due, propri consulenti tecnici (art. 233, comma 1, c.p.p.).